# Elachista amseli
Elachista amseli is een vlinder uit de familie grasmineermotten (Elachistidae). De wetenschappelijke naam is voor het eerst geldig gepubliceerd in 1833 door Rebel.
De soort komt voor in Europa.